# Bowmore
Bowmore je škotski single malt viski, ki ga izdelujejo v istoimenski destilarni v istoimenskem mestu na otoku Spey.

## Zgodovina
Destilarna je bila ustanovljena že leta 1779 in je destilarna z najdaljšo (legalno) tradicijo na otoku. Lastnik destilarne je Morrison Bowmore, njegovo podjetje pa je del koncerna Suntory iz Japonske.

## Polnitve
- Bowmore Legend, najbolj dostopna polnitev, polnjena med 8 in 10 letom. Stopnja alkohola je 40 %.
- Bowmore Surf, enaka polnitev kot legend, namenjena evropskemu trgu.
- Bowmore 12 Year Old, standardna polnitev,  40 % alkohola.
- Bowmore Mariner 15 year old', 15 let staran viski s 43 % volumenskih delov alkohola.
- Bowmore Darkest, najtemnejši viski te destilarne, staran v sodih, kjer je prej ležal bourbon s stopnjo alkohola 43 %.
- Bowmore Dawn, staran v sodih bourbona in porta z visoko stopnjo alkohola, 51.5 %.
- Bowmore 17 Year Old, 17 let staran viski s 43 % alkohola.
- Bowmore 21 Year Old, najstarejša serijska polnitev s 43 % alkohola.
- Bowmore Cask Strength, najmočnejši viski te destilarne s 56 % alkohola.

Viski, star 5 let, se prodaja pod blagovno znamko McClelland's Single Malt.